# Leonard Petrosjan

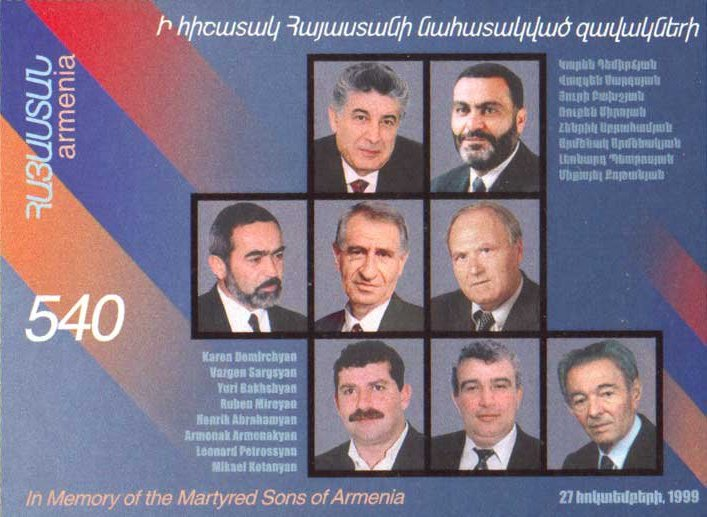
Leonard Petrosjan (unten Mitte)

Leonard Georgiewitsch Petrosjan (armenisch Լեոնարդ Գեորգիի Պետրոսյան, russisch Петросян, Леонард Георгиевич; * 13. Oktober 1953 in Martuni, Autonome Oblast Bergkarabach; † 27. Oktober 1999 in Jerewan, Armenien) war für fast sechs Monate der zweite Präsident der Republik Arzach (20. März 1997 bis 8. September 1997).
Er war zuvor von 1994 bis 1997 der Ministerpräsident des Landes. Ab 1997 war er Stellvertretender Verteidigungsminister der Republik Armenien und ab 1998 der Stellvertretende Ministerpräsident Armeniens.
Er wurde 1999 zusammen mit sieben anderen Politikern in der Halle der armenischen Nationalversammlung erschossen.
| Personendaten    | Personendaten |
| ---------------- | --- |
| NAME             | Petrosjan, Leonard |
| ALTERNATIVNAMEN  | Petrosjan, Leonard Georgiewitsch; Petrosyan, Leonard Georgevich; Լեոնարդ Պետրոսյան (armenisch); Петросян, Леонард Георгиевич (russisch) |
| KURZBESCHREIBUNG | armenischer Politiker |
| GEBURTSDATUM     | 13. Oktober 1953 |
| GEBURTSORT       | Martuni, Autonome Oblast Bergkarabach                                                                                                   |
| STERBEDATUM      | 27. Oktober 1999 |
| STERBEORT        | Jerewan, Armenien |